# Helen Grace Carlisle
Helen Grace Carlisle (19. června 1898 New York – duben 1968 New York) byla americká spisovatelka.

## Spisy
- See How They Run, román situovaný do Greenwich Village ve dvacátých letech 20. století
- Mother’s cry (Krev mé krve), 1930
- We Begin, New York, Harrison Smith 1932
- Merry, merry maidens (Klub Amazonek)
- The Tiger Sniffs the Rose, New York, Doubleday & Co. 1958

## Filmografie
- Live, Love and Learn, 1937, námět, režie: George Fitzmaurice
- Mothers Cry, 1930, námět, režie: Hobart Henley

## České překlady
- Krev mé krve, překlad Ludmila Weinfurterová, Praha, Topičova edice, 1933, 1937, 1947
  - další vydání:
  - Praha, Práce, 1968
  - Praha, Motto, 2000
  - dále vyšlo pod názvem První byl vrah... , překlad Jiřina Holešovská, Praha, Agentura Tip Š, 1992
- Žena, překlad Jarmila Fastrová, Praha, Václav Petr, 1935
- Klub Amazonek, překlad Jarmila Fastrová, Praha,Václav Petr, 1938